# Dundraw
Dundraw – osada i civil parish w Anglii, w Kumbrii, w dystrykcie (unitary authority) Cumberland. W 2001 miejscowość liczyła 167 mieszkańców.